# Controvérsias de South Park
South Park é uma sitcom animada americana criada por Trey Parker e Matt Stone. Sua frequente representação de temas tabus, humor incomum e retrato da religião para efeito cômico gerou polêmica e debate em todo o mundo ao longo de suas 22 temporadas. Stone e Parker, que escrevem o programa, costumam usar o programa frequentemente para satirizar uma ampla gama de tópicos e ambos os lados de questões controversas.
Parker e Stone geralmente respondem a tais controvérsias ao se considerarem "ofensores de oportunidades iguais". Eles rejeitam a noção de correção política e afirmam que nenhum tópico ou grupo específico de pessoas estará isento de escárnio e sátira, por justiça a qualquer pessoa ou grupo de pessoas que tenha sido ridicularizado antes.

## Classificação

### Estados Unidos
Nos Estados Unidos, South Park é classificado como TV-MA: Este programa é destinado especificamente para ser visto por adultos e, portanto, pode não ser adequado para crianças menores de 17 anos. TV-MA: Este programa pode conter um ou mais dos seguintes itens: linguagem indecente (L), conteúdo sexual forte (S) ou violência gráfica (V).

### Austrália
Na Austrália, as três primeiras temporadas e alguns episódios da 4ª temporada foram classificados como M: Recomendado para público-alvo de 15 anos ou mais. A classificação M é irrestrita e moderada no impacto e é equivalente à classificação de TV-14 da América. As últimas temporadas são classificadas como MA15 +, que é uma classificação restrita para pessoas com mais de 15 anos e é forte no impacto. Apesar de ser classificado como M na televisão, o conjunto de DVD da 3ª temporada foi a primeira temporada a receber uma classificação MA15 +. O conselho ao espectador geralmente é o seguinte; Temas adultos (A), linguagem grosseira (L), referências sexuais (S) e/ou violência animada (V). Dependendo da classificação, os termos "moderado" e "forte" precedem essas descrições.

### Reino Unido
No Reino Unido, o programa é geralmente classificado como 15, até a 7 ª temporada, quando recebeu uma classificação de 18, devido aos comentários de áudio (os episódios são apenas 15). No entanto, alguns episódios, como os das primeiras quatro temporadas, têm uma classificação de 12 (Cartman Gets an Anal Probe). Além disso, o conjunto de DVD da 3ª temporada foi originalmente classificado como 18 no Reino Unido, Canadá e Irlanda, devido ao conteúdo do episódio final, World Wide Recorder Concert (que contém referências a abuso sexual de crianças). Ele foi reclassificado para 15 no Reino Unido após seu relançamento em 2008, embora na Irlanda ainda seja classificado como 18, como um número de episódios nas últimas temporadas.

### Outros países
No Canadá, a maioria dos aparelhos de DVD tem uma classificação de 14A. A 9ª temporada tem uma classificação de 18A. A 4ª temporada é a única temporada classificada como R13 na Nova Zelândia e a primeira temporada é classificada como M, semelhante à classificação da Austrália. O resto das estações tem uma classificação R16. A classificação de televisão do programa na Nova Zelândia é AO (somente adultos). Na Espanha, o programa é classificado como 18 (anos ou mais).
South Park foi proibido na Índia. De acordo com o chefe do canal VH1 da Índia, Ferzad Palia, depois de ter sido analisado pelo Ministério da Radiodifusão da Índia, o programa foi banido por sua vulgaridade.

## Críticas e Protestos
Como a série se tornou popular nos Estados Unidos, várias escolas puniram estudantes por usarem camisetas relacionadas a South Park, enquanto um grupo de diretores de escolas de Nova Jersey montou uma pequena campanha para notificar os pais sobre o conteúdo da série. A Hickory Flat Elementary School, no condado de Cherokee, na Geórgia, proibiu o uso de roupas de South Park. Em uma pesquisa realizada em 1999 pelo NatWest Bank, crianças de oito e nove anos no Reino Unido escolheram o personagem de South Park, Eric Cartman, como sua personalidade favorita. Isso despertou a preocupação de vários conselhos de pais, que esperavam que um personagem de um programa infantil tradicional estivesse no topo da lista, e o diretor de uma escola pública de Cambridgeshire pediu aos pais que evitassem que seus filhos assistissem ao programa. Parker e Stone, que não se opõem em permitir que crianças assistam ao programa, afirmam que o show não deve ser visto por crianças, e que o programa é quase sempre classificado como TV-MA, sendo acompanhado pelo seguinte aviso: "Todos os personagens e eventos neste show - mesmo aqueles baseados em pessoas reais - são inteiramente fictícios. Todas as vozes de celebridades são péssimas imitações. O programa a seguir contém linguagem grosseira e devido ao seu conteúdo não deve ser visto por ninguém."
O grupo de defesa conservador Parents Television Council freqüentemente criticou South Park por "conteúdo vulgar demais" e "falta de gosto", condenando o programa como "negro mal-cheiroso e encardido buraco de vômito da Comedy Central", "lixo tóxico", e que, "não deveria ter sido feito." Entre os episódios que o PTC criticou incluem, de acordo com colunas de seu assessor e ex-presidente L. Brent Bozell III:
- "Hits the Fan", pelo uso excessivo do palavrão "merda".[8]

- "Uso apropriado do preservativo", porque retrata o ensino de educação sexual para crianças pequenas.[9]

A fundadora da Action for Children's Television, Peggy Charren, afirmou que o uso que a série faz da linguagem e dos insultos raciais representa a depravação da civilização ocidental e que ela é "perigosa para a democracia".
Vários outros grupos ativistas cristãos protestaram contra as paródias do cristianismo relacionadas ao tema e a representação de Jesus Cristo - que South Park retratou dizendo "porra", atirando e esfaqueando outros personagens, e como incapaz de realizar milagres reais. Em sua resenha do filme de South Park, o ChildCare Action Project afirmou que as crianças que assistem ao programa ou ao filme teriam a capacidade para "entender ou [desenvolver] uma compreensão do Evangelho" impedida ou corrompida. A Christian Family Network preparou um guia educacional sobre como "proteger nossos jovens do lixo como South Park", e afirma que seus esforços para "restaurar a moralidade e proteger a vida para o indivíduo, família e comunidade" seriam impedido se as crianças assistissem a série.
Matt Stone insiste que "as crianças não têm nenhum tipo de tato social ou etiqueta", e afirma que os pais que desaprovam South Park por sua interpretação de como as crianças se comportam, estão chateados porque "têm uma visão idílica do que as crianças deveriam gostar."
Um juiz canadense no Distrito Judicial de Calgary descreveu South Park como um "programa vulgar e socialmente irreverente que nada contribui para a sociedade".

## Vulgaridade e representação do racismo
O programa também satirizou a controvérsia em torno do uso de palavrões, assim como a atenção da mídia em torno do programa da rede Chicago Hope, que usou a palavra "merda", no episódio de estréia da 5 temporada "It Hits the Fan". Um contador sobreposto no canto inferior esquerdo da tela rastreava cada um dos enunciados do episódio da palavra "merda", que foi dito 162 vezes sem ser censurado, enquanto também aparecia por escrito 32 vezes sem censura, totalizando 194 vezes. A reação ao episódio foi limitada a 5.000 e-mails de desaprovação enviados para a Comedy Central.
O PTC também criticou o programa por seu uso excessivo do epíteto racial "nigger" no episódio de estréia da 11 temporada (2007) "With Apologies to Jesse Jackson". Apesar de seus 43 usos não censurados da palavra, o episódio gerou relativamente pouca controvérsia, já que a maioria na comunidade negra e na NAACP elogiou o episódio por seu contexto e sua maneira cômica de transmitir percepções de outras raças de como as pessoas negras se sentem ao ouvir a palavra. Enquanto alguns na comunidade judaica elogiaram a representação do personagem Eric Cartman com uma atitude antissemita em relação ao colega Kyle Broflovski como um meio de retratar com precisão o que é para um jovem judeu ter que suportar o fanatismo como pertencente a uma minoria étnica, outros judeus culparam South Park e Cartman por terem criado uma espécie de "racismo aceitável".

## Paródia da Cientologia
South Park parodiou a Cientologia em um curta que foi ao ar como parte do MTV Movie Awards de 2000. O curta foi intitulado "The Gauntlet" e também zombou de John Travolta, um cientologista.O episódio "Super Best Friends" da 5 temporada (2001) apresenta o ilusionista David Blaine formando seu próprio culto, chamado "Blaintology". Parker e Stone reconheceram que esta é uma referência a cientologia.
No episódio da 9 temporada (2005) "Trapped in the Closet", Stan Marsh é reconhecido como a reencarnação do fundador da Cientologia, L. Ron Hubbard, antes de denunciar a igreja como nada mais do que "uma grande fraude global". Tom Cruise, também cientologista, é visto no episódio trancando-se no armário de Stan e se recusando a sair, enquanto outros personagens imploram para que ele "saia do armário" em uma paródia de rumores envolvendo a sexualidade de Cruise. Uma cena recontou a história de Xenu, uma história que a igreja da cientologia normalmente tenta manter confidencial e só revela aos membros uma vez que eles fazem contribuições monetárias significativas para a igreja. Os créditos finais do programa nomearam todos os membros do elenco do episódio e da equipe como "John Smith" e "Jane Smith" em uma paródia sobre Cruise e a reputação de litigiosidade da igreja.

### Saída de Isaac Hayes
Em 13 de março de 2006, quase dois meses depois de sofrer um derrame,Isaac Hayes, dublador do personagem Chef, deixou South Park. Um comunicado de imprensa citou suas objeções às atitudes da série em relação a várias religiões. Embora o comunicado de imprensa não mencionasse especificamente "Trapped in the Closet", Parker e Stone afirmam que ele desistiu por causa do episódio e do tratamento dado a cientologia, já que Hayes era um membro. Stone comentou que Hayes tinha um duplo padrão em relação ao tratamento da religião em South Park: "[Nós] nunca ouvimos um pio de Isaac até que nós [ridicularizamos] cientologia. Ele quer um tratamento diferente para outras religiões além da sua própria e para mim, é aí que a intolerância e a intransigência começam". Fox News sugeriu que, devido a estar se recuperando dos efeitos de um derrame, Hayes foi hospitalizado e não estava em posição de tomar uma decisão racional de deixar o show. Fox também relatou que Hayes deixou o programa por causa da pressão de colegas cientologistas e que a decisão não foi voluntária, observando que Hayes já havia defendido o episódio depois de uma discussão amigável com Parker e Stone sobre seu conteúdo. A Fox afirmou ainda que o comunicado de imprensa original anunciando a sua saída foi feito por alguém que não estava autorizado a representá-lo. Em uma matéria sobre South Park em 2016 no The Hollywood Reporter, o filho de Hayes, Isaac Hayes III, confirmou que a decisão de deixar o show foi feita pela comitiva de Hayes, enquanto Hayes foi incapaz de tomar tais decisões por conta própria.

### "Closetgate"
"Trapped in the Closet" estava programado para ser re-exibido em 15 de março de 2006 no Comedy Central, mas a transmissão foi cancelada sem aviso prévio, e foi substituída por uma reprise do episódio da segunda temporada (1998) "Chef's Chocolate Salty Balls". A controvérsia que se seguiu foi apelidada de "Closetgate" pelo Los Angeles Times. Representantes da Comedy Central insistem que o episódio foi mudado como uma homenagem a Hayes após sua saída. A empresa controladora da Comedy Central, a Viacom, também é dona da Paramount Pictures, que estava pronta para distribuir o então iminente filme Mission: Impossible III, estrelado por Cruise. Vários meios de comunicação alegaram que Cruise ameaçou boicotar a turnê de divulgação do filme, a menos que a Viacom cancelasse a reprise do episódio. Comedy Central, bem como representantes de Cruise, imediatamente negaram as acusações. Cruise disse que não iria "dignificar" os rumores, abordando pessoalmente se eram verdadeiros ou não.
Em resposta ao episódio, Parker e Stone divulgaram a seguinte declaração, com várias referências ironizando a cientologia:
Então, Cientologia, você pode ter vencido esta batalha, mas a guerra de um milhão de anos pela Terra está apenas começando! A aniquilação temporária de nosso episódio NÃO nos impedirá de manter os Thetans para sempre presos em seus corpos de homem lamentáveis. Maldições e drat! Você nos obstruiu por enquanto, mas sua fraca tentativa de salvar a humanidade fracassará! Salve Xenu !!!
Missão: Impossível III foi lançado em 5 de maio de 2006, enquanto "Trapped in the Closet" foi retransmitido sem controvérsia em 19 de julho de 2006. Stone afirmou que ele e Parker ameaçaram terminar seu relacionamento com a Comedy Central se a rede tivesse se recusado a retransmitir o episódio. O episódio foi nomeado para um Emmy, e está incluído no DVD do 10º aniversário de South Park, chamado "South Park - The Hits, Volume 1" e é um dos episódios favoritos de April Stewart, uma das vozes femininas da atração.

## Mormonismo
Cameron Adams do Herald Sun destacou o episódio "All About Mormons" para o "Top Choice" na televisão. Chris Quinn do San Antonio Express-News colocou o episódio no número 7 em sua lista de "Top 10 episódios mais ofensivos de South Park e, portanto, talvez o melhor da lista". O episódio foi usado como exposição na discussão do mormonismo na cultura popular, pelo professor de estudos religiosos da Utah Valley State College, Dennis Potter, em uma apresentação intitulada: "A Americanização do Mormonismo Refletida na Cultura Pop". A Igreja SUD chamou o episódio de um retrato grosseiro da história da Igreja, mas afirmou que "não causou nenhum dano perceptível ou duradouro para a igreja", e que tais retratos são distrações.

## Representação da Virgem Maria
Vários católicos se ofenderam com o episódio da 10 temporada (2005) "Bloody Mary". No episódio, uma estátua da Virgem Maria é exibida liberando grandes quantidades de sangue real durante uma menstruação evidente; Os personagens acreditavam que o fenômeno era um milagre quando inicialmente pensaram que o sangue estava fluindo de seu reto. Outra cena apresenta o Papa Bento XVI inspecionando de perto as regiões anal e vaginal da estátua e sendo pulverizado com sangue. A Liga Católica pelos Direitos Civis e Religiosos exigiu um pedido de desculpas da Comedy Central e, sem sucesso, fez campanha para que o episódio fosse removido permanentemente da grade da emissora e nunca fosse disponibilizado em DVD. O membro da diretoria da Viacom, Joseph A. Califano Jr., e a Conferência dos Bispos Católicos dos Estados Unidos emitiram reclamações formais com o então CEO da Viacom, Tom Freston.
Em fevereiro de 2006, líderes da Conferência de Bispos Católicos da Nova Zelândia, o Conselho de Cristãos e Muçulmanos e outros grupos religiosos fizeram lobby contra o conglomerado de mídia CanWest para impedir o lançamento do episódio e novas retransmissões na Nova Zelândia no canal de música C4, enquanto outros manifestantes condenaram o lobby por tentar aproveitar a falta de garantia do direito à liberdade de expressão das pessoas da Nova Zelândia. A rede rejeitou o pedido e foi autorizada a exibir o episódio, fazendo isso antes do previsto para aproveitar a atenção da mídia em torno da campanha.

## Censura a imagem de Maomé
Nós temos que avisar Matt e Trey que o que eles estão fazendo é estúpido e eles provavelmente acabarão como Theo Van Gogh por exibir esse show. Isso não é uma ameaça, mas uma realidade do que provavelmente irá acontecer com eles.— Zachary Adam Chesser
Os episódios da 10 temporada "Cartoon Wars Part I" e "Cartoon Wars Part II" traziam uma trama na qual a Fox planejava exibir um episódio do seriado Family Guy que continha uma representação do profeta islâmico Maomé. Moradores de South Park, temendo uma possível retaliação e uma repetição dos protestos violentos que ocorreram em todo o mundo depois que alguns muçulmanos consideraram uma blasfêmia a caricatura de Maomé em um jornal dinamarquês. O primeiro episódio teve um suspense no final, instruindo os espectadores a assistirem a segunda parte para descobrir se a imagem de Maomé seria mostrada sem censura. No segundo episódio, Kyle tenta persuadir um executivo da Fox a exibir Family Guy sem censura, enquanto ecoava os sentimentos de Parker e Stone sobre o que deveria ou não ser censurado. Dentro do episódio, Family Guy é exibido sem censura, apesar de uma ameaça de retaliação da Al-Qaeda. No entanto, a própria transmissão de South Park exibia uma tela preta que dizia "A Comedy Central se recusa a exibir uma imagem de Mohammed em sua rede" em vez da cena contendo a imagem de Maomé, que Parker e Stone dizem ser neutra e não ser ofensiva para os muçulmanos.
Parker e Stone observam a contradição em se permitir uma representação profana de Jesus, mas se proibindo uma representação benigna de Maomé, mas alegam que não nutrem ressentimentos contra a Comedy Central por censurar a cena, já que a rede confessou ser "medo de retaliações" em vez de alegar "tolerância religiosa" como outras redes. Parker e Stone afirmam que o único arrependimentos que eles tiveram sobre o incidente foi que a zombaria do programa Family Guy no episódio gerou mais atenção do que seu comentário sobre a ética da censura. Anteriormente, Maomé foi retratado sem censura e de forma heróica no episódio da quinta temporada (2001) "Super Best Friends", que não teve nenhuma controvérsia. Maomé também aparece entre a grande multidão de personagens reunidos por trás dos personagens principais e a logo de "South Park" em algumas das sequências de abertura anteriores do programa.
Parker e Stone repetiram este enredo para o episódio "200". Mais uma vez, a representação foi censurada durante todo o episódio. Após o episódio ir ao ar, um líder da Revolution Muslin, uma obscura organização muçulmana radicada em Nova York, apontou os criadores de South Park por satirizar questões que cercam a representação de Maomé. O autor do post, que usa o nome de usuário Abu Talhah Al-Amrikee, escreveu no Twitter que ele orou por Allah para matar os criadores do programa e “queimá-los no inferno por toda a eternidade”. Ele também postou uma entrada semelhante em seu blog e no site Revolution Muslim. O post incluiu uma foto do assassinato do cineasta holandês Theo Van Gogh por um extremista muçulmano em 2004 com a legenda: "Theo Van Gogh - Matt Stone e Trey Parker esqueceram isso?" Ele também observou: "Temos que avisar Matt e Trey que o que eles estão fazendo é estúpido e eles provavelmente acabarão como Theo Van Gogh se eles continuarem com o show."
Após a exibição deste episódio, o partido conservador islâmico da Malásia (PAS) exigiu que os criadores de South Park pedissem desculpas aos muçulmanos em todo o mundo por retratarem Maomé vestido de urso, embora mais tarde tenha sido demonstrado que na verdade era o papai noel. "Apesar de terem acrescentado os bips sonoros, a produtora e a emissora de South Park devem se desculpar com os muçulmanos, já que esta é uma questão delicada", disse o vice-presidente do PAS, Mahfuz Omar. "O espetáculo em si é sinônimo de má intenção, e a representação do profeta é provocativa. Cria tensão religiosa."
O episódio seguinte "201" censurou a palavra "Muhammad" ao longo do episódio. De acordo com a página da South Park Studios, o episódio "201" foi censurado pela Comedy Central depois que o estúdio produziu o episódio, mas antes de ir ao ar. O estúdio informa que o episódio não está disponível on-line porque eles não têm autorização da rede para transmitir o episódio sem censura. No quadro-negro do episódio de Os Simpsons, "The Squirt and the Whale", Bart zomba das ameaças de morte que Parker e Stone receberam ao escrever "South Park, ficaríamos do seu lado se não estivéssemos tão assustados".

## Representação de Steve Irwin
Vários espectadores criticaram o episódio da 10 temporada (2006) "Hell on Earth 2006" por sua representação de Steve Irwin com uma arraia presa em seu peito. O episódio foi ao ar sete semanas depois que Irwin, uma personalidade da TV australiana internacionalmente famosa e um especialista da vida selvagem, morreu quando seu coração foi perfurado pelo ferrão de uma arraia. Vários grupos e até mesmo fãs devotos da série criticaram a cena e o momento como "grosseiramente insensíveis" e "sem classe", enquanto a viúva de Irwin, Terri Irwin, expressou preocupação de que seus filhos pudessem um dia ver o episódio.

## Bandeira do México
No episódio de 2009, "Pinewood Derby", vários líderes mundiais foram representados, incluindo o presidente mexicano Felipe Calderón, que não conseguiu lidar com sucesso a uma crise internacional. A MTV retirou o episódio no México causando polêmica entre os fãs de South Park do México, que viram isso como uma forma de censura; A MTV negou isso, alegando que eles não conseguiram obter permissão a tempo para mostrar a bandeira mexicana na TV.

## Ataques de Paris
Comedy Central (Holanda) escolheu não transmitir temporariamente algumas atrações após os ataques de novembro de 2015 em Paris. Embora nenhum detalhe tenha sido dado, foi incluído uma cena no episódio de 2015 "Sponsored Content", onde o candidato a presidente Mr. Garrison afirma que há apenas uma maneira de lidar com os refugiados sírios, e a multidão grita "fodam todos eles até a morte".

## Controvérsias não relacionadas com o conteúdo do programa

### Brincadeira de 1 de abril
Uma das primeiras respostas de Parker e Stone ao programa sendo considerado como "nada além de animações ruins e piadas de peido" foi criar uma atração dentro do programa sobre dois personagens ainda mais rudimentares, chamados Terrance e Phillip, que fazem pouco mais que isso além de soltar gases em si e nos outros. Os personagens infantis do programa acham que Terrance e Phillip (que estrearam no episódio da primeira temporada (1997) "Death") são histéricos, enquanto seus pais os consideram terrivelmente ofensivos. Um episódio inteiro com a dupla foi ao ar em 01 de abril de 1998. Ele Foi transmitido no lugar de um episódio que deveria ser uma sequência do episódio anterior de quatro semanas antes, que terminou com um suspense prometendo revelar a identidade do pai de Cartman na próxima exibição da atração. Muitos fãs ficaram irritados com a brincadeira do Dia da Mentira, e a Comedy Central recebeu milhares de reclamações por e-mail. A Comedy Central antecipou a data planejada para o próximo episódio para que os fãs pudessem assistir ao episódio previsto anteriormente.

### Michael Moore
Michael Moore entrevistou Matt Stone para seu filme de 2002, Bowling for Columbine. Stone discutiu suas experiências crescendo na área de Littleton e a alienação social que pode ter contribuído para o massacre de Columbine. Stone, que é dono de uma arma, disse que a apresentação de Moore sobre sua entrevista foi justa, mas criticou o diretor por um curto segmento de animação que seguiu a entrevista. O desenho animado, que trata da história das armas nos Estados Unidos, implica que há uma conexão entre a Ku Klux Klan e a criação da Associação Nacional de Rifles. Matt Stone, que não tem relação com aquele curta-metragem, criticou Moore por fazer o cartum "muito parecido com South Park" e argumentou que Moore deliberadamente tentou dar aos telespectadores a impressão errada de que ele e Trey Parker haviam produzido a animação exibindo esses dois segmentos completamente separados consecutivamente. "Nós temos uma participação muito específica com Michael Moore. Eu fiz uma entrevista, e ele não me caracterizou abertamente ou qualquer coisa que eu disse no filme. Mas o que ele fez foi colocar esse desenho logo depois de mim que fez parecer que fizemos aquele desenho animado." Stone chamou a entrevista de "uma boa referência ao que Michael Moore faz nos filmes [...] ele cria um significado onde não há nenhum. A dupla respondeu descrevendo Moore sob uma luz pouco lisonjeira antes de ter seu personagem explodido no filme Team America: World Police em 2004.